# Margaret Burbidge
Eleanor Margaret Burbidge, z d. Peachey (ur. 12 sierpnia 1919 w Davenport w Anglii, zm. 5 kwietnia 2020 w San Francisco) – astronom, pierwsza kobieta, którą mianowano dyrektorem Royal Greenwich Observatory.

## Życiorys
Studiowała na University of London. W 1948 roku wyszła za mąż za astrofizyka Geoffreya Burbidge'a. Pracowała w Obserwatorium Yerkes, California Institute of Technology oraz University of California, San Diego. Prowadziła badania widm gwiazdowych, które były podstawą teorii B²FH, nazwanej tak od nazwisk: małżeństwa Burbidge'ów, Williama Fowlera z USA i sir Freda Hoyle'a z Wielkiej Brytanii. Teoria ta dostarczyła rewolucyjnego wyjaśnienia powstawania pierwiastków chemicznych. Spośród jej publikacji na uwagę zasługuje praca Quasi-Stellar Objects (napisana w 1967 z mężem G. Burbidgem). Miała duży udział w tworzeniu teorii kwazarów.

## Nagrody i wyróżnienia
- Złoty Medal Catherine Wolfe Bruce – 1982
- National Medal of Science – 1983
- Henry Norris Russell Lectureship – 1984
- Złoty Medal Królewskiego Towarzystwa Astronomicznego – 2005 (wraz z mężem)
- Na jej cześć nazwano planetoidę (5490) Burbidge